# Колаки-Косьцельні
Колакі-Косьцельне (пол. Kołaki Kościelne) — село в Польщі, у гміні Колаки-Косьцельні Замбровського повіту Підляського воєводства.
Населення — 419 осіб (2011).

## Демографія
Демографічна структура станом на 31 березня 2011 року:
|          | Загалом | Допрацездатний вік | Працездатний вік | Постпрацездатний вік |
| -------- | ------- | ------------------ | ---------------- | -------------------- |
| Чоловіки | 209     | 43                 | 144              | 22                   |
| Жінки    | 210     | 32                 | 126              | 52                   |
| Разом    | 419     | 75                 | 270              | 74                   |